# Ann Jellicoe
Ann Jellicoe (* 12. června 1927, Middlesbrough, Spojené království – 31. srpna 2017) byla britská dramatička, herečka a divadelnice. Její dramatické dílo bylo často založeno na experimentu. Patří mezi zakladatele anglického absurdního divadla.

## Život
Jellicoe vystudovala Central School of Speech and Drama v Londýně, stejně jako další anglický dramatik Harold Pinter. Během studií se specializovala na problematiku divadla provozovaného pod širým nebem. Založila Nedělní divadelní klub, v němž režírovala inscenace využívající otevřeného prostoru. V roce 1956 vyhrála s hrou The Sport of my Mad Mother (Povyražení mé šílené matky) soutěž pro mladé talenty vypsanou nedělníkem The Observer. Hra vyšla tiskem roku 1958. Na britské dramatické scéně se etablovala svou druhou hrou, The Knack (vyšla v českém překladu jako Bezva finta). V roce 1965 ji pod stejným názvem zfilmoval režisér Richard Lestr, film nese český název Fortel, a jak ho získat. Film získal Zlatou palmu za nejlepší film na Filmovém festivalu v Cannes. Roku 1962 se vdala za fotografa Rogera Mayna.
Významnou teoretickou prací Jellicoe je esej Some Unconscious Influences in the Theatre (Nevědomé vlivy v divadle) z roku 1967. Zabývá se v ní některými důvody, které vedou diváky ke specifickým reakcím na to, co sledují na jevišti. V roce 1978 založila Jellicoe Colway Theatre Trust, v němž se aplikuje systém komunitního divadla. Autoři pro divadlo píší hry ve spolupráci s členy herecké komunity, příprava jedné trvá kolem 18 měsíců. Hry se odehrávají v prostoru, který je společně sdílený diváky i herci. Od roku 2000 sídlí tato divadelní společnost, která se přejmenovala na Claque (Klaka), v Kentu.

## Dílo (výběr)
- The Sport of my Mad Mother (Povyražení mé šílené matky), 1958
- The Knack (Bezva finta), 1962
- The Giveaway: A Comedy (Prozrazení – veselohra), 1970

### Hry pro komunitní divadlo
- Reckoning (Zúčtování), 1978
- The Tide (Příliv), 1980
- Money & Land (Prachy a země), 1989
- Under the God (Ve stínu božím), 1989

### České překlady
Bezva finta, přeložil František Vrba, in: Anglické absurdní divadlo, Praha 1967, s. 103–178.